# Anopheles flavicosta
Anopheles flavicosta är en tvåvingeart som beskrevs av Edwards 1911. Anopheles flavicosta ingår i släktet Anopheles och familjen stickmyggor. Inga underarter finns listade i Catalogue of Life.